# Walther CCP
Die Walther CCP, oder Concealed Carry Pistol (deutsch: „verdeckt zu tragende Pistole“), ist eine Pistole des deutschen Waffenherstellers Walther.

## Geschichte
Die Walther CCP wurde im März 2014 vorgestellt. Auffälligstes Merkmal ist, wie bei der Walther P99 und Walther PPQ das Fehlen eines Hahns, die CCP nutzt stattdessen ein vollständig innen liegendes Schlagbolzenschloß.

## Technik

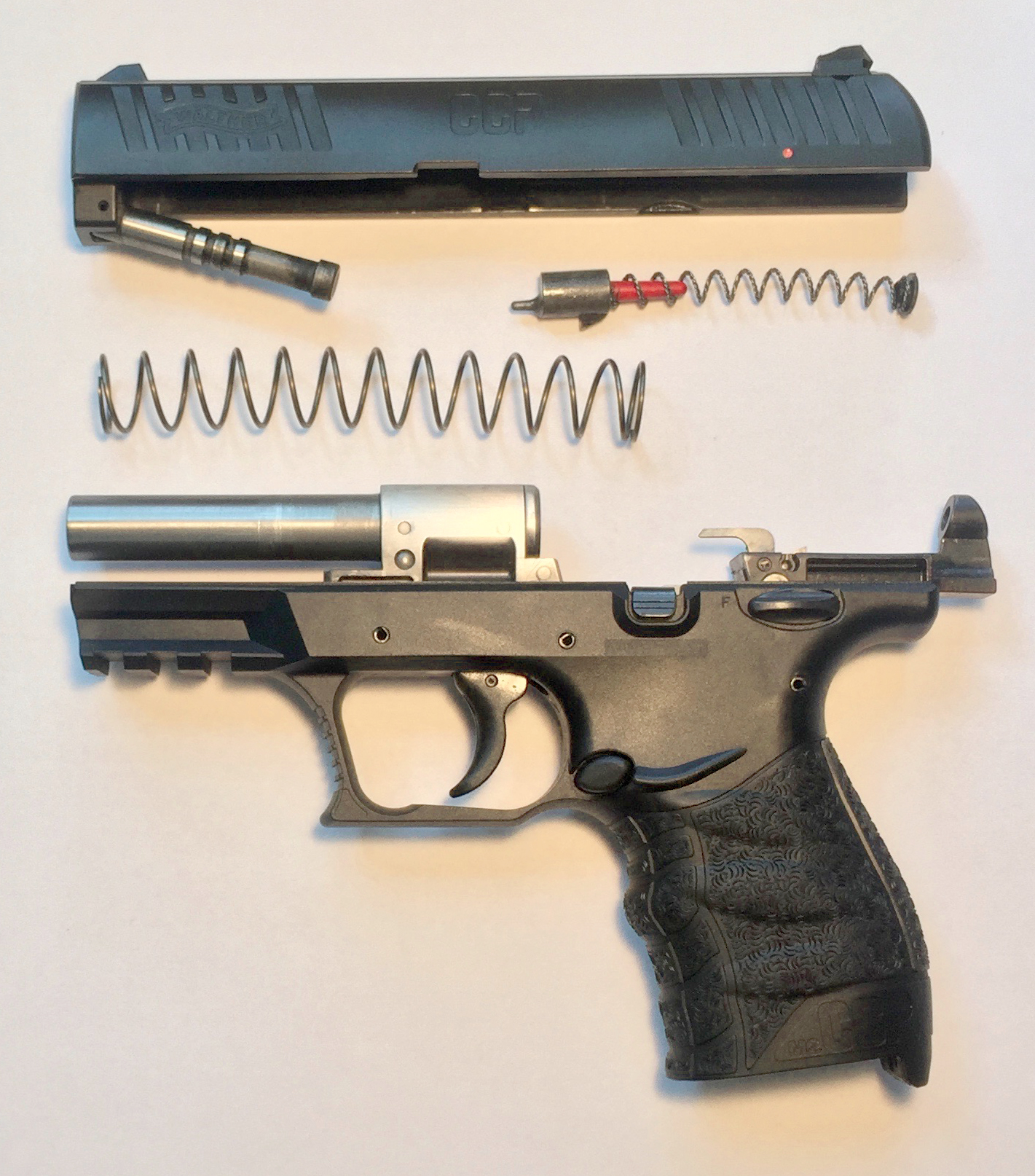
Zerlegte Walther CCP.

Die Waffe arbeitet nach dem Barnitzke-System, das von Walther SoftCoil genannt wird, und hat eine Picatinny-Schiene im vorderen Bereich des Griffstücks für optoelektronische Zielhilfen. Im Gegensatz zur P99 oder PPQ hat die CCP eine manuelle Sicherung. Die Pistole ist 163 mm lang, 30 mm breit, 130 mm hoch und mit einem 90 mm Lauf ausgestattet. Der Griff ist eine verkürzte Version des P99Q-Griffstückes. Der Schlitten ist aus Edelstahl gefertigt und ist wahlweise in Schwarz oder Silber erhältlich. Das Magazin fasst 8 Schuss des Kalibers 9 × 19 mm.
Der Abzug benötigt 7 mm Weg und 25 Newton Auslösekraft und ist damit für eine kleine Pistole relativ schwer.
Um die CCP zu zerlegen, ist ein kleines Werkzeug nötig, das hinter dem Verschluss in die Waffe gedrückt werden muss. Im September 2018 brachte Walther die CCP M2 auf den Markt, die kein zusätzliches Hilfsmittel mehr benötigt, um die Waffe zu zerlegen.